# Municipio de Twelvemile
El municipio de Twelvemile (en inglés: Twelvemile Township) es un municipio ubicado en el condado de Madison en el estado estadounidense de Misuri. En el año 2010 tenía una población de 349 habitantes y una densidad poblacional de 2,52 personas por km².

## Geografía
El municipio de Twelvemile se encuentra ubicado en las coordenadas 37°21′40″N 90°23′9″O / 37.36111, -90.38583. Según la Oficina del Censo de los Estados Unidos, el municipio tiene una superficie total de 138.4 km², de la cual 137,62 km² corresponden a tierra firme y (0,56 %) 0,77 km² es agua.

## Demografía
Según el censo de 2010, había 349 personas residiendo en el municipio de Twelvemile. La densidad de población era de 2,52 hab./km². De los 349 habitantes, el municipio de Twelvemile estaba compuesto por el 89,11 % blancos, el 0,57 % eran afroamericanos, el 0,57 % eran asiáticos, el 8,31 % eran de otras razas y el 1,43 % eran de una mezcla de razas. Del total de la población el 11,75 % eran hispanos o latinos de cualquier raza.